# Proattività
La proattività è un atteggiamento comportamentale che implica l'agire in anticipo per un problema.

## In psicologia delle organizzazioni
La proattività, riferita al comportamento organizzativo, nelle attività lavorative o nella psicologia organizzativa, si riferisce a una modalità anticipatoria, orientata al cambiamento e all'auto-iniziativa, in particolari situazioni nei luoghi di lavoro. 
Un dipendente proattivo non ha bisogno di essere invitato ad agire né ha bisogno di istruzioni dettagliate. Un comportamento proattivo può essere in contrasto con altri comportamenti richiesti dall'azienda, come la competenza, oppure altri requisiti prevedibili per lo svolgimento dell'attività lavorativa quali l'adattabilità, il saper affrontare con successo il cambiamento avviato da altri nell'organizzazione. Per meglio rendere comprensibile la differenza fra le due tipologie comportamentali si può asserire che l'adattabilità risponde al cambiamento in atto mentre la proattività avvia il cambiamento.
Allo stesso modo, i comportamenti etichettati come comportamenti di cittadinanza organizzativa (OCB) possono essere eseguiti in modo proattivo o passivo. Ad esempio, un comportamento proattivo OCB fa sì che si possa offrire aiuto ai collaboratori prima che essi lo richiedano. L'approccio proattivo non si limita a comportamenti da prestazione aggiuntiva. I dipendenti possono, infatti, essere proattivi nel loro ruolo così come l'azienda ha previsto (ad esempio individuando autonomamente diverse modalità per svolgere un compito fondamentale e ottenendo risultati di maggiore efficienza).

### La proattività nel sistema aziendale
Nell'organizzazione aziendale un comportamento proattivo consente di conoscere rapidamente gli orientamenti di mercato al fine di poter pianificare in anticipo sia lo sviluppo di nuovi prodotti, sia le varie attività a esso connesse (di tipo produttivo, logistico, commerciale, di servizio, ecc.). Per sviluppare adeguatamente la proattività, è di fondamentale importanza il supporto delle tecnologie ICT che consentono di incrementare la disponibilità di informazioni e conseguentemente di ridurre i margini di errore nel processo decisionale. La tecnologia da sola tuttavia, pur essendo un fondamentale elemento di stimolo, non è in grado di generare e gestire il cambiamento nell'organizzazione del lavoro per un approccio proattivo.

### La Legge Proattiva in un contesto aziendale (Proactive law)
L'approccio proattivo nel diritto può produrre una solida base giuridica a vantaggio del privato e delle aziende. Il diritto proattivo, in generale, ha guadagnato maggiore attenzione fra le più alte autorità legislative e le imprese precorrono la ricerca delle possibilità di sviluppo delle normative in tale direzione. Quando il diritto proattivo è adattato alle aziende, è denominato contraente proattiva. L'idea è che la contraente proattiva possa costituire un vantaggio competitivo sostenibile, una volta attuata completamente. Per questi motivi negli ultimi anni le leggi con contenuto proattivo hanno acquisito maggiore importanza come fonte di vantaggio competitivo per le imprese. Questa impostazione ha avuto origine con il lavoro di studiosi e professionisti negli Stati Uniti e in Europa. Negli Stati Uniti, la ricerca di Robert Bird ha contribuito alla definizione della legge come vantaggio competitivo. Per fare ciò egli ha definito un quadro strategico per analizzare gli attributi di legge che sono necessari per ottenere un vantaggio competitivo. In Europa, il movimento per la legge proattiva si è ispirato agli stessi principi.
I contratti e il diritto contrattuale sono i componenti principali di successo per R & S, IT, operazioni di management, outsourcing, ecc., ed è importante il livello di coinvolgimento di tutti i soggetti. Nelle parole di Tim Cummins, CEO della IACCM, "i contratti sono al centro della maggior parte dei rapporti commerciali, di certo all'interno delle culture ed economie occidentali e sempre tra tutte le società o enti che cercano di operare in un mercato internazionale". Tory Higgins infine ha sviluppato una teoria psicologica chiamata di "regolamentazione di messa a fuoco", che si concentra sulle motivazioni e modalità con le quali le persone tendono a raggiungere i loro obiettivi.
Tory Higgins ha individuato due diversi orientamenti per il raggiungimento degli obiettivi, che sono:
- un obiettivo di prevenzione che enfatizza l'incolumità, la responsabilità e la sicurezza.
- un focus promotore che enfatizza le speranze, i successi e i progressi.

Pertanto il modo di perseguire un obiettivo da parte delle imprese dipenderebbe dal fatto che l'approccio è di tipo preventivo o promotore. Secondo Mayer e Weber, le persone con una visione preventiva di messa a fuoco degli obiettivi con target minimi producono risultati di bassa intensità. Le persone con un approccio proattivo, invece, hanno una visione con obiettivi più ampi. Se le aziende riescono a incorporare i due tipi di approccio, sono in grado di sfruttare i vantaggi di entrambi, raggiungendo così risultati ottimali.

## Storia
L'uso della parola "proattiva" (o pro - attiva) limitato nel 1930 al dominio della psicologia sperimentale, era in quel periodo utilizzato con un significato diverso. Paul Whiteley e Gerald Blankfort nell'Oxford English Dictionary (OED), nel 1933 parlavano di inibizione proattiva come "deterioramento o ritardo di apprendimento o del ricordo di ciò che viene appreso poiché rimangono attivi gli effetti delle condizioni precedenti all'apprendimento ".
Nel 1946 la parola proattività diventa di dominio pubblico e acquisisce un diverso significato, grazie al libro “Man's Search for Meaning” (L'uomo alla ricerca di significato). L'autore, il neuropsichiatra esistenziale austriaco Dott. Viktor Frankl, ha usato il termine per descrivere una persona che assume la responsabilità della propria vita, piuttosto che cercare le cause in circostanze esterne o in altre persone. Frankl ha sottolineato l'importanza del coraggio, della perseveranza, della responsabilità individuale e della consapevolezza dell'esistenza di scelte, indipendentemente dalla situazione o dal contesto.
Solo in tempi più recenti è entrata nel linguaggio aziendale ed è stata usata per definire chi opera con il supporto di metodologie e strumenti utili a percepire anticipatamente i problemi, le tendenze o i cambiamenti futuri, al fine di prevedere e pianificare le azioni opportune in tempo.